# Trentepohlia (Mongoma) scalator
Trentepohlia (Mongoma) scalator is een tweevleugelige uit de familie steltmuggen (Limoniidae). De soort komt voor in het Afrotropisch gebied.